# Zdeňka Vejnarová
Zdeňka Vejnarová (* 22. Januar 1981 in Jilemnice) ist eine ehemalige tschechische Biathletin.

## Leben
Zdeňka Vejnarová betreibt seit 1997 Biathlon. Seit 2002 gehörte die für SKP Jablonex startende Athletin aus Liberec zum Nationalkader Tschechiens. Im Weltcup debütierte die Sportlehrerin 2001 bei einem Staffelrennen in Ruhpolding (12.). Bei den folgenden Europameisterschaften in Haute-Maurienne gewann sie Silber mit der Staffel und Bronze in Sprint und Verfolgung. Damit qualifizierte sie sich auch für die Weltmeisterschaften des Jahres in Pokljuka, wo sie 60. im Sprint und 14. mit der Staffel wurde. 2001 startete sie zudem noch bei den Juniorenweltmeisterschaften, wo sie mit der Staffel Silber gewann, 12. in Einzel und Sprint, sowie Siebte in der Verfolgung wurde.
Höhepunkt des Jahres 2002 wurden die Olympischen Spiele 2002 in Salt Lake City. Hier startete sie im Einzel und wurde gute 23. Bei den Europameisterschaften 2003 in Forni Avoltri gewann Vejnarová erneut eine Silbermedaille mit der Staffel und 2005 in Nowosibirsk Bronze. An Weltmeisterschaften nahm sie seit 2001 mehrfach teil, konnte aber, abgesehen von mittelmäßigen Platzierungen mit der Staffel und mit einem Achten Platz in der Mixed-Staffel bei den Biathlon-Weltmeisterschaften 2007 in Antholz, keine herausragenden Ergebnisse erreichen. Auch 2010 nahm Zdeňka Vejnarová an den Olympischen Winterspielen teil. Ihre besten Resultate waren der 55. Platz in der Verfolgung und im Einzel. Mit der Staffel belegte sie Rang 16.
Am Weltcup nahm Zdeňka Vejnarová seit der Saison 2001/02 regelmäßig teil. Herausragendes Ergebnis ihrer Karriere war ein siebter Platz beim zweiten Weltcup der Saison 2005/06 im Einzel. Mit der tschechischen Staffel konnte sie sich mehrfach gut platzieren, am besten 2003 beim Rennen am Holmenkollen in Oslo, wo die Staffel auf Platz fünf einlief.
Nach der Saison 2010/2011 beendete Zdeňka Vejnarová ihre Laufbahn.

## Biathlon-Weltcup-Platzierungen
Die Tabelle zeigt alle Platzierungen (je nach Austragungsjahr einschließlich Olympische Spiele und Weltmeisterschaften).
- 1.–3. Platz: Anzahl der Podiumsplatzierungen
- Top 10: Anzahl der Platzierungen unter den ersten zehn (einschließlich Podium)
- Punkteränge: Anzahl der Platzierungen innerhalb der Punkteränge (einschließlich Podium und Top 10)
- Starts: Anzahl gelaufener Rennen in der jeweiligen Disziplin
- Staffel: inklusive Mixed- und Single-Mixed-Staffeln

| Platzierung | Einzel | Sprint | Verfolgung | Massenstart | Staffel | Gesamt |
| ----------- | ------ | ------ | ---------- | ----------- | ------- | ------ |
| 1. Platz    |        |        |            |             |         |        |
| 2. Platz    |        |        |            |             |         |        |
| 3. Platz    |        |        |            |             |         |        |
| Top 10      | 2      |        |            |             | 20      | 22     |
| Punkteränge | 8      | 15     | 10         | 2           | 44      | 79     |
| Starts      | 32     | 78     | 48         | 2           | 45      | 205    |